# Гарсиа Морильо, Роберто
Робе́рто Гарси́а Мори́льо (исп. Roberto García Morillo; 22 января 1911, Буэнос-Айрес, Аргентина — 26 октября 2003, там же) — аргентинский композитор, музыковед, музыкальный критик и педагог.

## Биография
Окончил Национальную консерваторию в Буэнос-Айресе у Флоро Угарте, Хулиана Агирре, Xуана Хосе Кастро и Константино Гайто (композиция). Занимался в Париже у Ива Ната (фортепиано). С 1942 года преподавал композицию, инструментовку и историю музыки в Национальной консерватории в Буэнос-Айресе. Автор монографий о Мусоргском (1943), Римском-Корсакове (1945), Чавесе (1960) и других композиторах. В 1938—1979 годах — музыкальный критик газеты «La Nación». Был президентом Союза композиторов Аргентины. Писал музыку к кино.

## Сочинения
- опера «Ашер» (по новелле Эдгара По «Падение дома Ашеров», 1943, Буэнос-Айрес)
- опера «Дело Майльарда» / El Caso Maillard (1975, Буэнос-Айрес)
- опера «Аркадий-мексиканец» / Arkady el mexicano (1981, Буэнос-Айрес)
- балет «Гаррильд» / Harrild (1941, Буэнос-Айрес)
- балет «Маска и лицо» / La máscara y el rostro (1963, Буэнос-Айрес)
- балет «Аргентина 1860» / Argentina 1860 (1980, Буэнос-Айрес)
- симфония № 1 (1948)
- симфония № 2 (1955)
- симфония № 3 (1961)
- симфоническая поэма «Берсаэркс» (1932)
- хореографическая кантата «Мориана» / Moriana (на тексты старинных испанских романсов, 1958)
- камерная кантата «Диван Тамарит» (на стихи Гарсиа Лорки, 1953)
- кантата «Marín»
- концерт для фортепиано с оркестром (1938)
- сюита «Офорты Гойи» для инструментального секстета / Las Pinturas Negras de Goya (1940)
- квартет для кларнета, скрипки, виолончели и фортепиано
- хоровые «Романсы любви и смерти» / Romances del amor у la muerte
- «Олимпийские вариации» для оркестра / Variaciones Olímpicas (1958)